# دوار كولومبوس

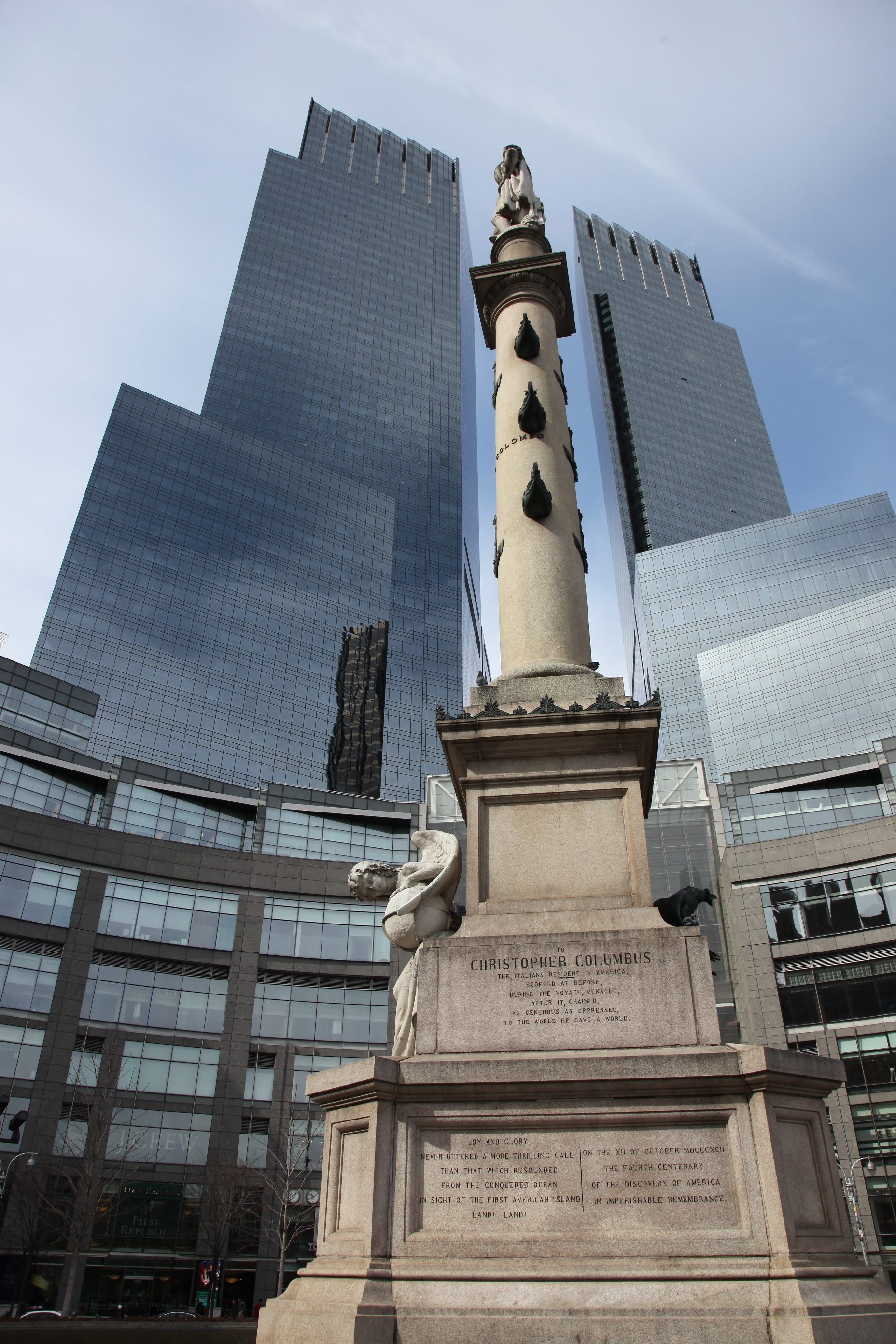
نصب كولومبوس، من صنع غايتانو روسو وسط دوّار كولومبوس مع مبنى مركز تايم ورنير في الخلفية

دوار كولومبوس سمي على اسم كريستوفر كولومبوس، وهو دوار مروري وتقاطع مروري مزدحم في مدينة نيويورك بحي مانهاتن. أنجز الدوَّار في 1905 وجدد بعد عقد من الزمان. النصب التذكاري في الدوار شيد سنة 1892 احتفالاً بالذكرى المئوية الرابعة لنزول كولومبوس على السواحل الأميريكية.

## معرض صور

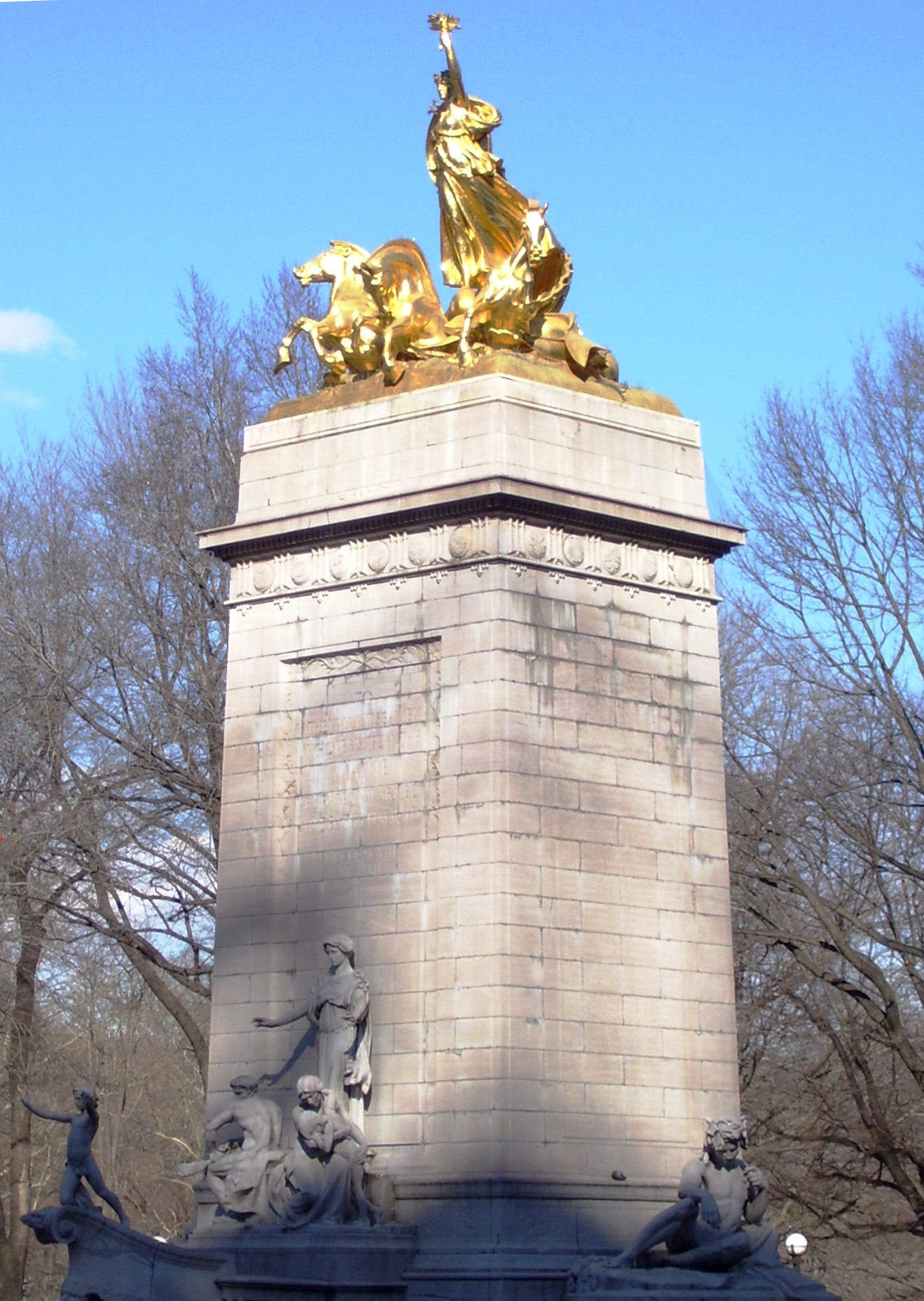
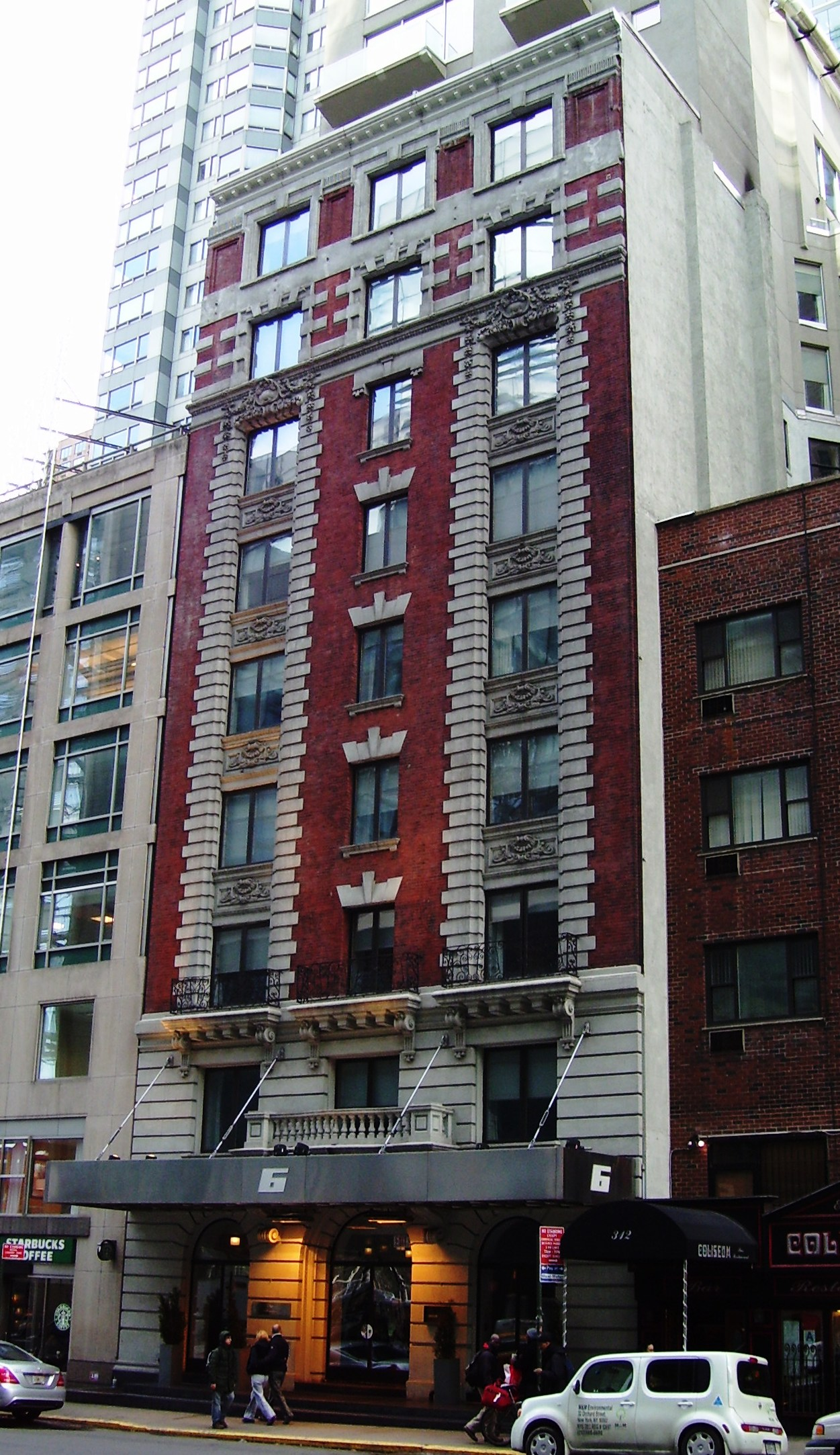
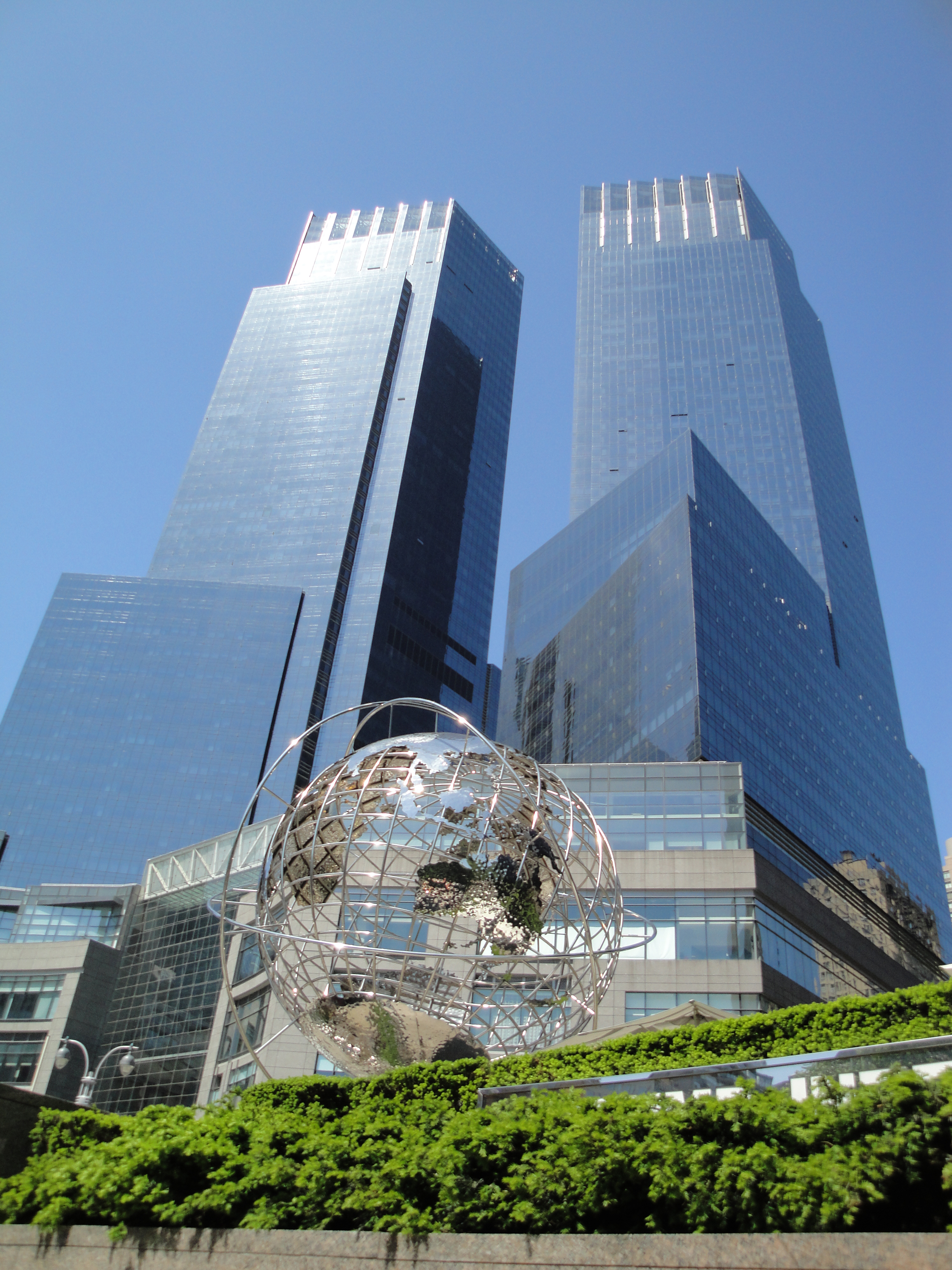
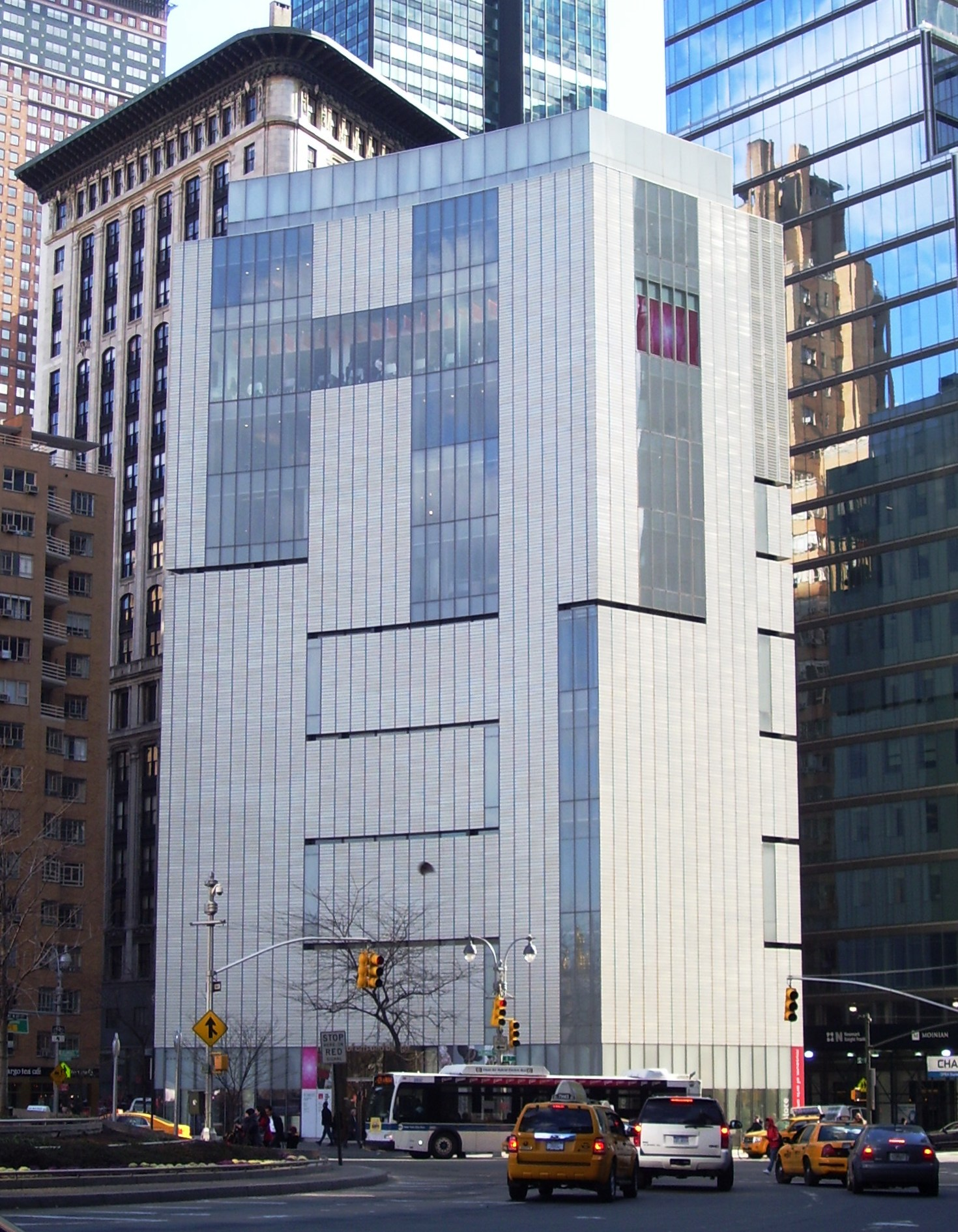
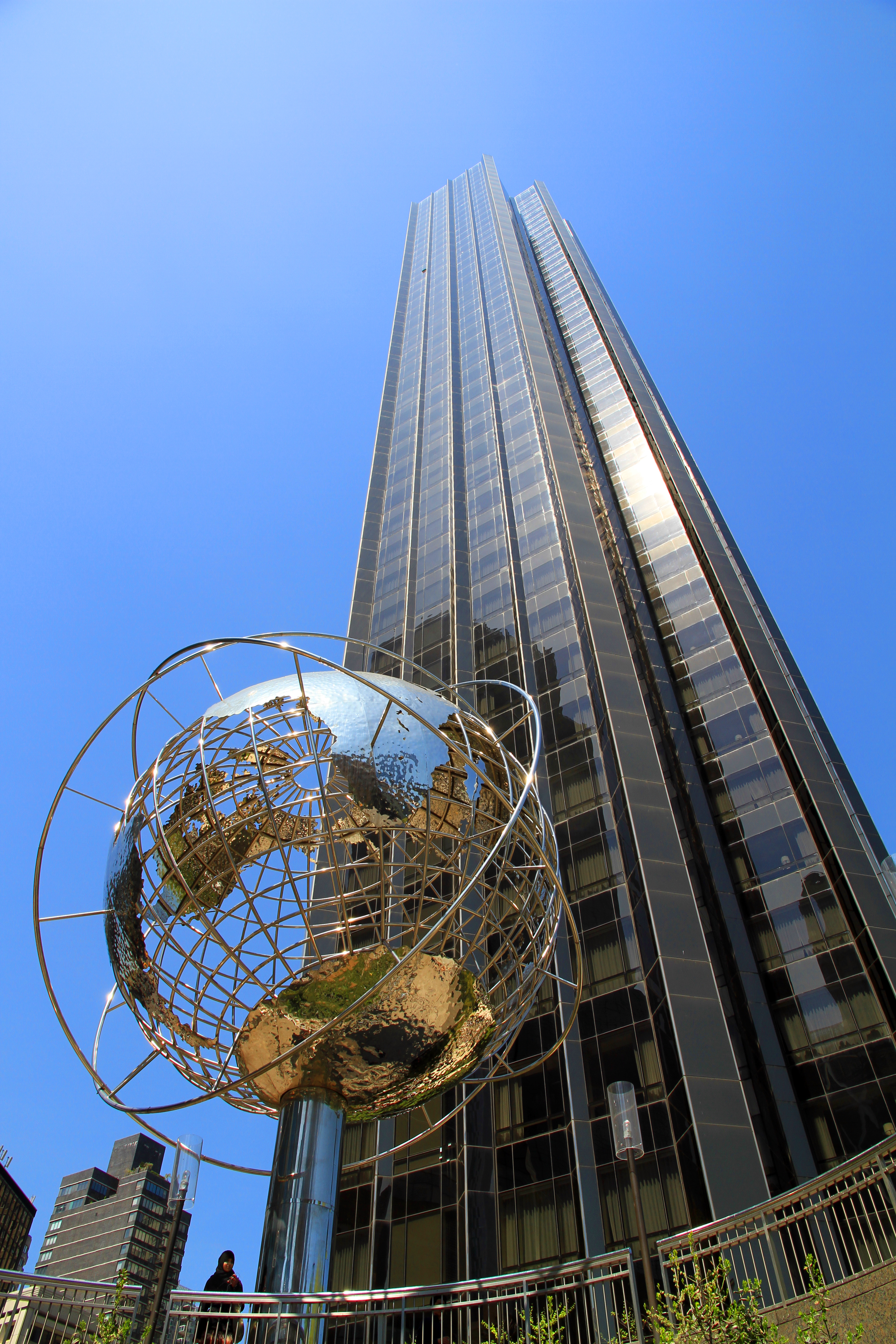